# Cláudia da Silva
Cláudia Bueno da Silva, detta Claudinha (São Caetano do Sul, 21 settembre 1987), è una pallavolista brasiliana, palleggiatrice del Praia Clube.

## Carriera

### Club
La carriera di Claudinha inizia nel settore giovanile del Corinthians, per poi proseguire con l'Finasa; inizia quindi la propria carriera professionistica nella stagione 2004-05, debuttando nella Superliga brasiliana con la maglia del São Caetano, club col quale resta legata per quattro stagioni. Passa poi al Praia Clube, squadra con la quale disputa i campionati 2008-09 e 2009-10.
Nella stagione 2010-11 inizia un sodalizio lungo tre anni col Minas prima di trasferirsi al Campinas per il campionato 2013-14; a causa dei problemi economici che portano alla chiusura del club, nell'annata successiva va a giocare per una stagione per il Sesi prima di tornare al Praia Clube, culminando il triennio di permanenza ad Uberlândia con la conquista del campionato 2017-18 e il titolo individuale di miglior giocatrice della finale.
Nell'annata 2018-19 viene ingaggiata dall'Osasco ma già in quella seguente fa nuovamente ritorno al Praia Clube, con cui si aggiudica il Campionato Mineiro e tre Supercoppe brasiliane.

### Nazionale
Nel 2004 vince la medaglia d'oro al campionato sudamericano juniores, mentre nel 2011 viene convocata per la prima volta nella nazionale brasiliana maggiore. Con la rappresentativa verdeoro vince la medaglia d'argento alla Coppa panamericana 2012 e quella d'oro al World Grand Prix 2013 e alla Grand Champions Cup 2013.

## Palmarès

### Club
- Campionato brasiliano: 1

2017-18
- Campionato Mineiro: 3

2015, 2019, 2021
- Supercoppa brasiliana: 3

2019, 2020, 2021
- Campionato sudamericano per club: 1

2021

### Nazionale (competizioni minori)
- Campionato sudamericano Under-20 2004
- Coppa panamericana 2012
- Montreux Volley Masters 2013

### Premi individuali
- 2018 - Superliga Série A: MVP della finale